# Þorsteins þáttr sögufróða
Þorsteins þáttr sögufróða ist eine kurze altisländische Erzählung (þáttr). Sie ist Teil der Königssaga um Haraldr III. Sigurðarson. In der altnordischen Forschung wurde sie häufig als Beweis für die Existenz der mündlichen Sagaüberlieferung herangezogen (Freiprosatheorie).

## Handlung
Die Hauptfigur Þorsteinn wird am Hof des norwegischen Königs Haraldr III. Sigurðarson aufgenommen und unterhält den König und seine Gefolgschaft, indem er ihnen Sagas erzählt. Als das Julfest näher rückt, wird Þorsteinn unruhig, da er nur noch eine einzige Saga übrig hat, die er erzählen könnte. Bei dieser Saga handelt es sich um die Reise König Haraldrs nach Byzanz. Haraldr möchte diese Geschichte über die Festtage hören und ist danach sehr zufrieden. Als Haraldr Þorsteinn fragt, warum er diese Geschichte so gut kenne, antwortet dieser, dass er jeden Sommer auf dem Althing in Island sei und diese Geschichte von Halldór Snorrason erfahren habe.